# Violadores del Verso
Violadores del Verso est un groupe de hip-hop espagnol, originaire de Saragosse. En 2000, ils utilisaient aussi le nom Doble V, mais ils ont dû revenir à leur nom original à cause d'un problème de légalité (Doble V étant aussi une marque de whisky). Le groupe est formé par Hate (ou SHO-Hai) (Sergio Rodríguez, MC), Kase-O (Javier Ibarra, MC), Lírico (David Gilaberte, MC) et R de Rumba (Rubén Cuevas, DJ et producteur). Leur manager est José Ramón Alconchel.
Les Violadores del Verso remportent un disque d'or pour Vivir para contarlo (2006), et le groupe devient, aux côtés de SFDK, le seul dans la scène hip-hop espagnol à être certifié.

## Biographie
Le groupe est formé en 1998, et publie un EP homonyme de six titres intitulé Violadores del Verso. L'EP fait participer pour la première fois Lírico à la production. Ils sortent ensuite le maxi Violadores del Verso presentan a Kase-O en: Mierda qui contient des morceaux instrumentaux. Il contient la chanson polémique Mierda, le célèbre beef entre Kase.O et Metro du groupe Geronación. En 1999 sort leur premier album studio, Genios.
En 2001, le groupe emprunte le nom de Doble V et publie un maxi intitulé Atrás, qui contient des chansons inédites. À cause de problèmes judiciaire avec la marque de whisky homonyme, le groupe reprend son nom d'origine Violadores del Verso et publie un EP intitulé Tú eres alguien/Bombo Clap, contenant le remix de La ciudad nunca duerme.
Quatre ans plus tard, en mai 2006, ils publient Vivir para contarlo/Haciendo lo nuestro, anticipant la sortie de l'album Vivir para contarlo. Il fait participer Fran Fuethefirst, membre de la Cloaka Company, et se vend à 18 000 exemplaires. Leur troisième album, Vivir para contarlo, est publié le 2 novembre 2006 au label Rap Solo ; le mastering y est effectué à New York dans les locaux de Master Disk. L'album est écoutable en intégralité sur la page espagnole du site web MTV. Il se vend à 60 000 exemplaires, et est classé premier des ventes en Espagne. Il est également nommé aux Premios de la Música.
Le 10 juin 2011, le groupe annonce une dernière tournée pendant un an, puis sa séparation pour que les membres se consacrent à leurs carrières solos respectives. En 2013 sort l'ouvrage El francotirador paciente d'Arturo Pérez-Reverte, consacré au monde du graffiti. L'un des personnages écoute du Violadores del Verso, du SFDK et du CPV.

## Discographie
- 1999 : Genios
- 2001 : Vicios y virtudes
- 2001 : Violadores del Verso + Kase.O Mierda (réédition)
- 2006 : Vivir para contarlo
- 2007 : Gira 06/07 Presente